# Euilly-et-Lombut
Euilly-et-Lombut is een gemeente in het Franse departement Ardennes in de regio Grand Est en telt 110 inwoners (2009).
Op 22 maart 2015 werd het kanton Mouzon, waar de gemeente onder viel, opgeheven en opgenomen in het kanton Carignan. De gemeente en het kanton maken deel uit van het arrondissement Sedan.

## Geografie
De oppervlakte van Euilly-et-Lombut bedraagt 10,3 km², de bevolkingsdichtheid is dus 10,7 inwoners per km².
De gemeente ligt aan de Chiers.
De onderstaande kaart toont de ligging van Euilly-et-Lombut met de belangrijkste infrastructuur en aangrenzende gemeenten.

## Demografie
Onderstaande figuur toont het verloop van het inwonertal (bron: INSEE-tellingen).

Vanwege een beveiligingsprobleem met de MediaWiki Graph-software is het momenteel niet mogelijk deze grafiek weer te geven. Zodra de software is bijgewerkt zal de grafiek vanzelf weer zichtbaar worden.